# Сихров (замок)
Замок Сихров (чеш. Zámek Sychrov) — замок, находящийся в одноимённой деревне, на 16 км южнее города Либерец в Либерецком крае Чехии. Замок был основан в конце XVII века. В 1820 году его купили Роганы — одна из самых знатных аристократических семей Франции, которая была вынуждена покинуть Францию после революции.
Сегодня замок принадлежит государству и доступен для посещения с 1950 года. Является уникальным примером неоготической дворянской усадьбы второй половины XIX века. Кроме здания замка с сохранившейся меблировкой интерьера, к замковому комплексу относится просторный парк. В замке традиционно проходит музыкальный фестиваль, названный именем чешского композитора Антонина Дворжака.
При замке работает ювелирная мастерская.

## История
На месте нынешнего замка первоначально была готическая крепость, разрушенная во время Тридцатилетней войны. Между 1690 и 1693 годами тогдашние правители Сихрова, семья Ламото из Фринтропа, построили на его месте двухэтажный замок в стиле барокко. Это было простое здание, стены которого по сей день сохранились  в парковом крыле современного главного здания. Он, в свою очередь, построен в непосредственной близости от других построек, вместе с которыми образует внутренний двор и двор замка.
В 1740 году это имение купил Франтишек фон Вальдштейн. Поскольку семья Вальдштейнов проживала в Мнихов-Градиште, замок Сихров перестал быть постоянной резиденцией дворянства. За почти восемьдесят лет здесь не произошло существенных изменений, и здание использовалось в хозяйственных целях и для проживания прислуги.

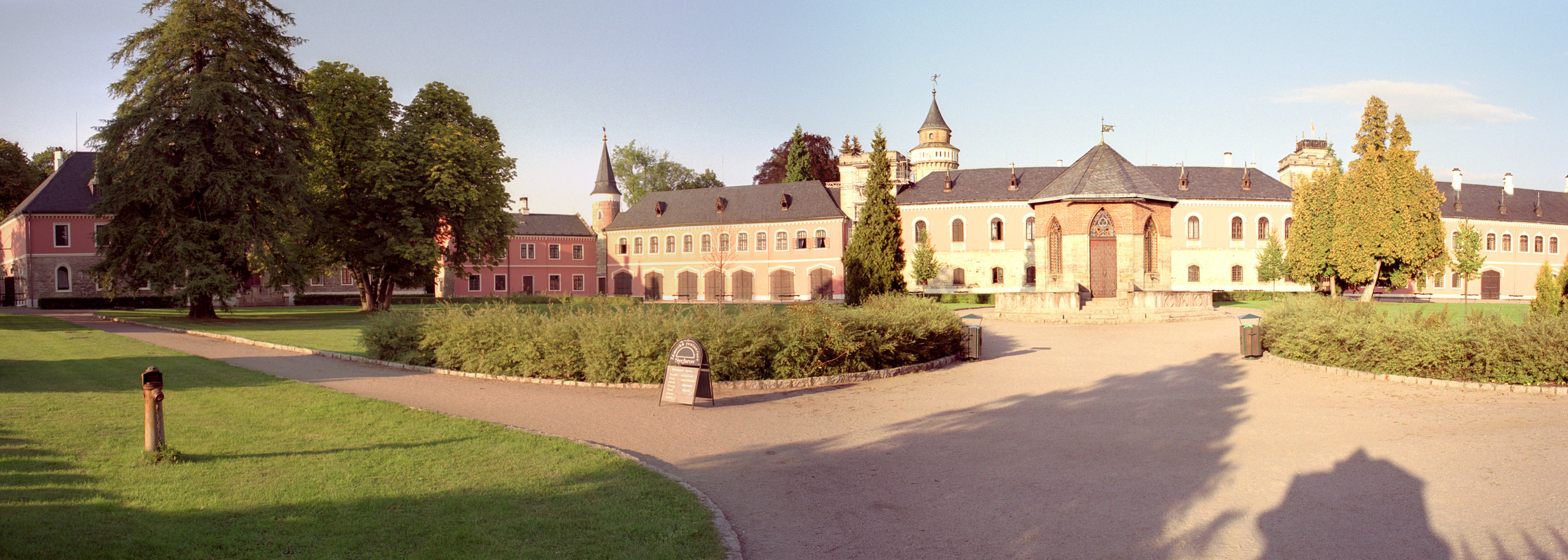
Вид на замок со стороны парка

В 1820 году замок купила семья Роган – одна из самых знатных аристократических семей Франции, которая была вынуждена покинуть Францию после революции, и Сихров стал одним из их главных мест пребывания. 
Семья состояла из нескольких родов, члены которых занимали важные должности — военные, политические и церковные. После Великой французской буржуазной революции они покинули Францию и поселились в Австрийской монархии. В отличие от других дворянских беженцев, вернувшихся во Францию (во времена Наполеона I и особенно в период реставрации Бурбонов – т.е. при Людовике XVIII и Карле X), семья Роганов осталась в Богемии. Поскольку старый замок в стиле барокко не отвечал требованиям  комфортного проживания по меркам того времени и не выглядел как  герцогско-княжеская резиденция, принц Шарль де Роган расширил его в стиле позднего классицизма. Его сын принц Камилл Филипп Иосиф Идесбалд Роган в 1847—1862 годах провел масштабное переустройство дворцовых зданий, когда после пожара замок был полностью перепроектирован и ему придали нынешний неоготический вид в стиле большого английского загородного поместья по планам Жозефа Пруво.  Особую роль в оформлении замка сыграл резчик Петр Бушек, который своим творческим и уникальным талантом наделил все интерьеры замка высокой художественной ценностью и неповторимой атмосферой. Его работа была дополнена работами ряда других художников и мастеров (скульпторы Эмануэль Макс и Винценц Смолик, обойщик Людвик Грейн, краснодеревщик Петр Кёниг, кузнец Ян Новак и др.). Бушек работал во дворце 38 лет. За ажурные узоры на потолке и стенах внутренних покоев замок прозвали «Резным чудом Богемии». Потолки отличаются искусной резьбой и сами по себе являются достопримечательностью. Кстати, почти во всех комнатах они декорированы деревянными хвостиками горностая, словно говоря, что замок принадлежит знатному и влиятельному роду.
Особое внимание владелец уделил замковому парку, оформленному в английском стиле. Парк стал образцом для создания многих ныне важных дендрариев, таких как Пругонице и Конопиште.
В 1920-х годах произошла модернизация в стиле функционализма, при которой многие из устаревших украшений были удалены. Из интерьеров и из экстерьеров неоготического эркера были удалены некоторые скульптуры Бушека. В это время штукатурку на башнях также удаляли и заменяли карьерной кладкой.
Последний владелец Сихрова, Ален Роган (1983-1976), в 1930-е годы принял гражданство Германии. В связи с этим после Второй мировой войны имущество Роганов было конфисковано чехословацким государством по указу № 12/1945 сб. Роган арестован и переведен в Циттау, откуда ему пришлось пешком дойти до Вены. Затем он жил в Австрии.
С 1950 года замок был постепенно открыт для публики. Постановлением правительства № 262/1995 Sb. 16 августа 1995 года замок был объявлен национальным культурным памятником Чешской Республики.
Реконструкция, начавшаяся в 1990-е годы, направлена на восстановление формы замка второй половины XIX века.

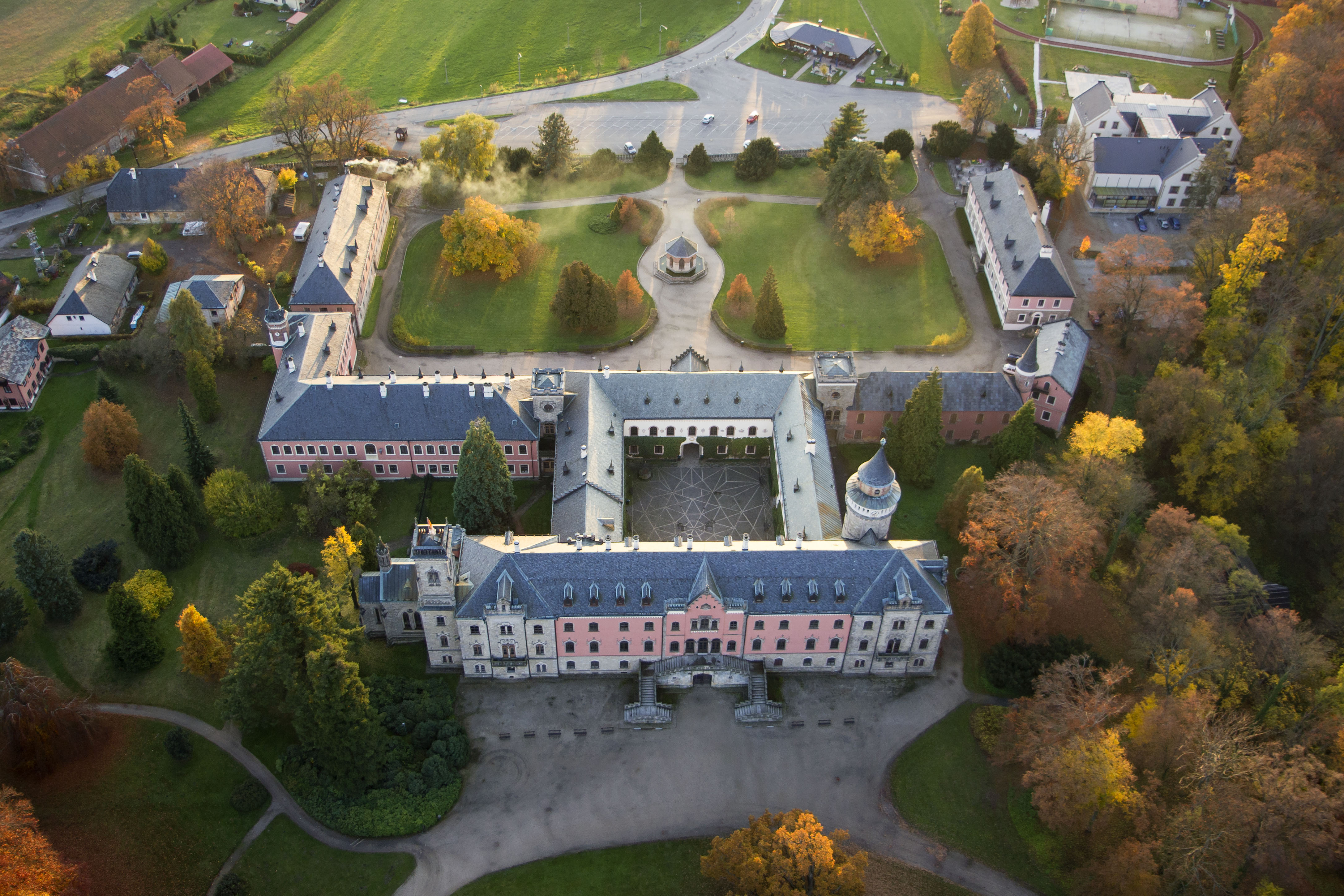
Замок Сихров

## Коллекции
В 1998 году Сихров имел второй по величине коллекционный фонд в Чехии после замка Конопиште, включавший 48 750 зарегистрированных предметов, которые были как из коллекции самого замка, так и из коллекций других собраний (после национализации Сихров представлял собой крупный склад коллекций, куда свозили мебель в 1950-х годах XX века, которая по большей части впоследствии была вновь развезена по музеям и частично возвращена в качестве реституции в 1990-е годы). Кроме того, в 1998 году здесь было зарегистрировано 7209 книг. Однако из замка были увезены наиболее ценные предметы. К ним относятся, например, часы Рогана , иллюминированная рукопись часов начала XV века, хранящаяся в Национальной библиотеке в Праге, а также коллекция миниатюрных портретов Рогана, находящаяся сейчас в Национальной галерее в Праге. Отдельные образцы итальянских часов и голландская живопись были приобретены Региональной галереей в Либерец, а важные документы переданы в Государственный региональный архив в Литомержице .
Из оставшихся изображений особенно важна коллекция французской портретной живописи, так называемая роганская портретная галерея. Это самая большая коллекция французской портретной живописи в Центральной Европе. Представлено 243 портрета семьи Роган, родственных семей и членов французской королевской династии Бурбонов (в том числе портреты королей Луи III, Людовика XIV и Людовика XV) и кардинала Ришелье, написанных французскими, итальянскими, голландскими и чешскими художниками.  В Сихрове представлены уникальные витражи Яна Захариаша Кваста.
В коллекциях есть две старейшие итальянские картины XIV века (Мадонна на Троне с ангелами, св. Петром и Павлом) и XVI века (Св. Семья св. Екатерина). Также представлены работы художников XIX века (Фердинанд Энгельмюллер, Гуго Шарлемон, Юлиус Маржак, Хьюго Ульлик и другими).
Здесь находится также коллекция травления и расписного чешского стекла XVIII и XIX века, в том числе северо-чешского стекла, содержащего изобретательности от Фридриха Egermanna. Аналогично, коллекция чешского и в новых отливках и ме́йсенского фарфо́ра.
Также присутствует коллекция деревянных скульптур, по большей части, созданная Петром Бушкем по заказу Августа Пугина (чеш. Augusta Pugina) и Георгия Готлоба Ингенвиттера (чеш. Georga Gottloba Ungewittera), но существуют и старые куски барокко.

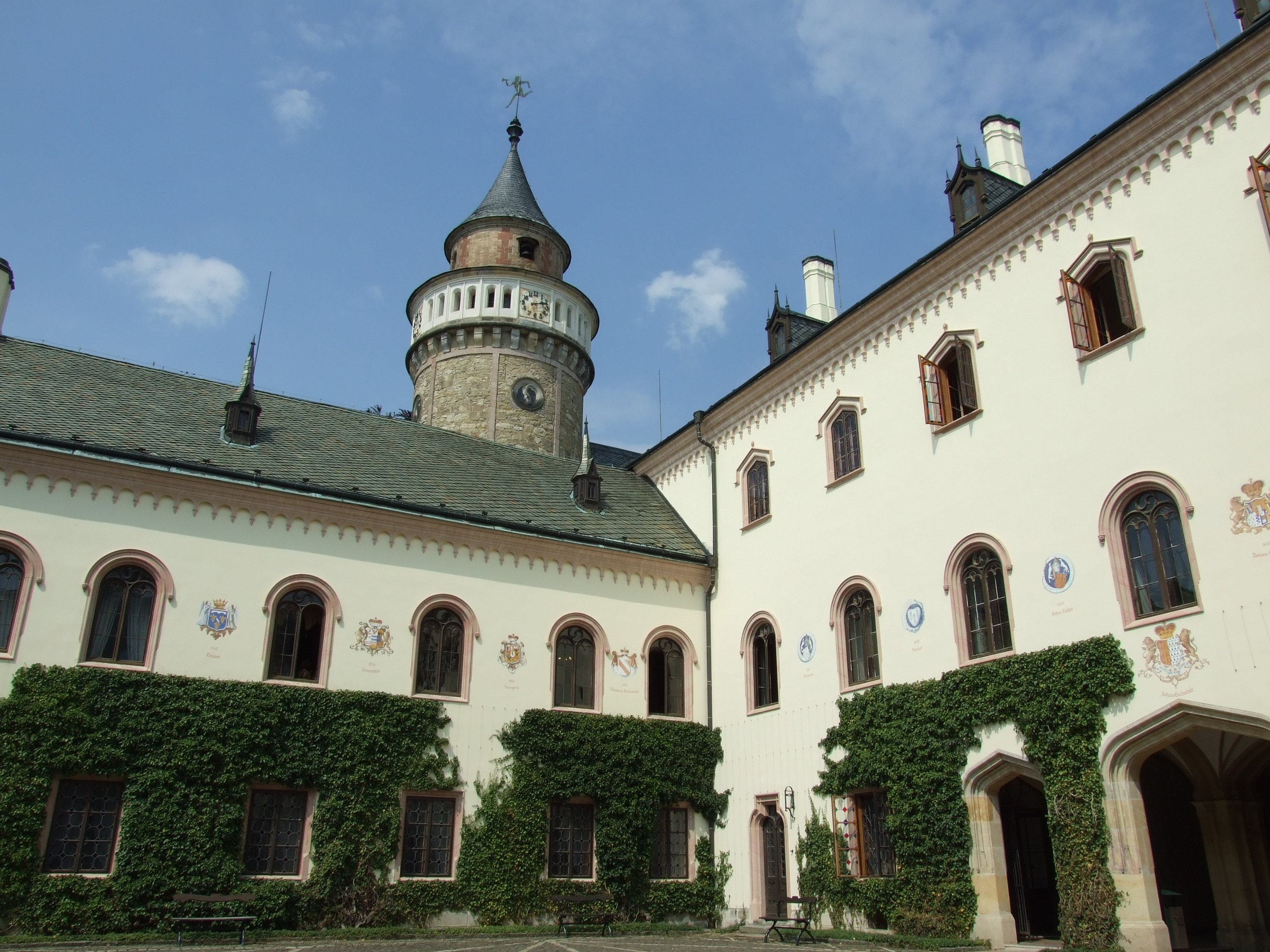

## Английский парк
Одной из главных достопримечательностей замка считается парк в английском стиле. Помимо редких пород деревьев, здесь интересны и архитектурные объекты, дополняющие и вносящие разнообразие в пейзаж: водонапорная башня, оранжерея, замок Артура (искусственная руина), Дом охраны, голубятня и каменная помпа.
Замковый парк в английском стиле площадью 23 га до сегодняшнего дня сохранился в первозданном виде. Возникновение парка — заслуга князя Камила, с помощью садовников Винсента Закоурожила и Войтеха Машки и строителя Иосифа Прувота, который занимался садовой архитектурой. Реконструкция сада были проведена в стиле классицизма, и некоторые элементы этой реконструкции сохранились до сих пор.
Парк имеет три оси, исходящие из замка, эта композиция стойких от классицизма реконструкции называется patte d’oie (ножка гуся). Главная центральная ось венчает здание оранжереи, вторая ось (от замка правая) есть в то же время дорога выстлана аллеи дубов, которая продолжается липовой улицей (известный как Роганка) в дикую местность. Смотровое окно на церковь св. Георгия. Левая Северо-Восточная, ось проходит через романтическую руину под названием Замок Артура, построенный где-то в первой половине XIX века, откуда открывается вид на луга долины мохель.

### Ландшафтный дизайн
Оранжерея-самая яркая достопримечательность парка, которая создает композиционный противовес замку. Строительство первой оранжереи началось князем Карелом Аленом в 1831 году и продолжалось до 1835 года. Он был расширен в 1852 году в соответствии с предложением Прувота. Здание построено в стиле нео-ренессанс. Перед фасадом в парк тянется аркадный коридор, вход возможен по трем круглым лестницам, ведущим к трем портикам. Оранжерея также служила цветочной галереей, летним особняком, и здесь проводились различные общественные мероприятия. После смерти Камила оранжерея потеряла значение. Она была реконструирована в 2009—2011 годах.
Другие сооружения в парке включают небольшой дом наследного принца Рудольфа, расположенный на северном краю парка, в могеской долине. Рядом с оранжереей стоит водонапорная башня 1891 года. В парке также есть два объекта, вызывающие деревенской атмосферой, деревянный домик в швейцарском стиле, так называемые Bauernhaus и голубятник. Кроме того, есть пять бассейнов и китайский пруд с мостом.
Вне ареала парка есть специально отведенное забором место, Артуров (Arturův) замок (иногда также именуется Artušův замок, или Alte Burg) в виде романтических руин, соответственно, торжественных ворот на пути к Радостину. Подземный коридор, принадлежащий этому замку, был одним из любимых достопримечательностей парка.

### Деревья и растения
Благодаря глубокому интересу принца Камиля к ботанике и дендрологии, во время его правления удалось посадить и вырастить ряд редких и интересных деревьев и растений. Помимо прочего, здесь растет уникальный краснолистный бук европейский Рохана (Fagus sylvatica "Rohani"), выведенный непосредственно в Сыхрове. Здесь растут и другие деревья, например, восточный платан, гинкго двулопастный.

## Известные гости
Замок в сентябре 1834 года посетил бывший французский король Карл X с супругой Марией-Терезой Савойской. Замок посещали также учёный-палеонтолог и геолог Иоахим Барранд и Мария Тереза, герцогиня Ангулем, дочь французской королевы Марии Антуанетты.
В 1866 году Сихров оказался в центре европейской истории. В июле, в дни битвы при Кениггреце, замок посетили император Вильгельм I (император Германии) и принц Отто фон Бисмарк. В ноябре 1866 года на Сихрове останавливался император Франц Иосиф I, чтобы посетить поля июльских сражений. В его честь был назван путь через поле в поселок Радостин в долине реки Мохелка, а позже на этом пути была построена небольшая гранитная пирамида. 10 июля 1871 года замок посетил наследный принц Рудольф, в честь этого визита была назван маленький дом наследного принца Рудольфа, который находится в парке. Позже, 10 сентября 1875 года, замок также посетили эрцгерцогиня Мария Тереза и эрцгерцог Карл Людвиг, даты всех этих посещений были помещены на пирамиду. Папки с этими данными затем исчезли, но они были восстановлены в 2008 году в рамках создания научной тропы «Лесные прогулки с Камилом Роганом».
С сихровским замком связан чешский композитор, директор Пражской консерватории, член Чешской академии наук и искусства Антонин Дворжак, который посещал замок и прилегающую деревню семь раз. Он ездил к своему давнему другу, сихровскому администратору Алоису Гебелю. Красота парка замка, где он часто гулял, вдохновила композитора написать серию песен, таких как концерт для скрипки и moll, opus 53.

## Культурные мероприятия
Помещения замка можно арендовать – здесь организуются конференции и симпозиумы, а также концерты, театральные представления, ночные экскурсии, фехтовальные шоу, ярмарки и культурные мероприятия. Ещё во времена Рогана в Сихрове отмечался праздник Тела господня, когда было разрешено войти в парк, но после конфискации парка, праздник перестали отмечать, перенесли паломничество к сихровской часовне.
Позднее возникла традиция музыкального фестиваля Сихрова и Турнова, организованного с 1951 года. Мероприятия начали устраиваться в 1990-х годах. В 1995 году в Сихрове состоялся симпозиум Романтического историзма: Novogotika и в 1998 году здесь состоялась чешская премьера оперы Maria di Rohan итальянского романтического композитора Гаэтано Доницетти.
С 2001 года каждый год в Сихрове проводятся Шотландские игры, которые являются частью сети подобных мероприятий по всему миру, приближающихся к шотландской культуре.
С 2009 года устраиваются летние концерты, на которые каждый год приезжают музыканты со всего мира. В 2011 году это были Blackmore’s Night, Шинейд О’Коннор и Apocalyptica.

## В кинематографе
Замок часто используется как место для съемок фильмов:
- американская комедия кинофильм «Парикмахерша и чудовище» (1997)[3]
- немецко-американский военный фильм «На Западном фронте без перемен» (2022) [4]
- экранизация детской музыкальной сказки «Златовласка» (1973)